# پی‌اس‌آر جی۱۶۱۴–۲۲۳۰
پی‌اس‌آر جی۱۶۱۴–۲۲۳۰ یک ستاره است که در صورت فلکی کژدم قرار دارد.